# انتخابات الرئاسة الرومانية 2000
انتخابات الرئاسة الرومانية 2000 هي الانتخابات الرئاسية التي جرت في 26 نوفمبر 2000
10 ديسمبر 2000، لانتخاب رئيس رومانيا ‏، فاز بالانتخابات إيون إيليسكو.

## معرض صور

## المرشحين
| المرشح               | الحزب | عدد الأصوات |
| -------------------- | ----- | ----------- |
| كورنيليو فاديم تودور |       |             |